# Sandhya Sanjana
Sandhya Sanjana (Hindi: संध्या) es una cantante india. Nació en Mumbai y ha sido considerada como una de las intérpretes más exitosas por el momento gracias a su voz y talento por experimentar una fusión de música clásica de la India con la música occidental contemporánea. Su carrera musical empezó a muy temprana edad y ha grabado en total unos treinta discos, en la que abarca una serie de diferentes géneros musicales. Es una artista que combina su experiencia como cantante de jazz, funk y rock con una comprensión de la música clásica y contemporánea.

## Biografía
Sandhya nació en Mumbai perteneciente a una familia de brahmanes Saraswat. Ella es la mayor de sus cuatro hermanas. Aprendió música gracias a su madre (de soltera Sunanda Nadkarni) cuando era cantante y que había surgido su carrera musical tras un concurso organizado por Radio Dharwad. Como su madre trabajaba, ella a la edad de cinco años se trasladó a Nueva Delhi y allí fue criada por su tío y su tía. Su tío consiguió su desempeño en el escenario interpretando temas musicales de música pop y canciones devocionales de la India. A los siete años de edad, ella comenzó por aprender música clásica india mediante un pariente anciano, Maitrayini Mundkur. Más adelante, tras participar en varios concursos de canto, a la edad de diez años, empezó por estudiar música hindustaní. Luego se trasladó a Mumbai y se graduó de la universidad de Elphinstone en idioma inglés, Literatura y Psicología. Más tarde estudió música con Pt. Govind Prasad Jaipurwale hasta que este falleció en 1987.

## Discografía
- Divya: Madras Cafe (CBS, 1987)
- Divya: Kumbhamela (Earth Beat Music, 1998)
- Dinshah & Sandhya Sanjana: Ramayana - a Journey (Channel Four Television Corporation, 1997)[1]
- Madras Special (Permission Music, 2002)
- Madras Special: Urban Folklore (Double Moon, 2006)
- Omri Hason: Kadim (Permission Music, 2003)
- Omri Hason: Shati (Double Moon, 2008)
- Prem Joshua: Shiva Moon (Music Today, 2003)
- Prem Joshua: Yatri (White Swan Records, 2006)
- Prem Joshua: Taranga (White Swan Records, 2006)
- Praful: Pyramic in your Backyard (Therapy Recordings, 2006)
- Praful: Remixed + 2 (Therapy Recordings, 2006)
- Chris Hinze Combination: Back on the Map (Keytone records, 2004)
- Masaladosa: Electro World Curry (Masalasound, 2008)[2]
- Sandhya Sanjana: Nava Rasa (not released, 2002)
- Sandhya Sanjana: Random Access Melody (Loplop, 2009)[3][4]